# Dark Horse Nebula
Der Dark Horse Nebula oder Great Dark Horse ist eine große Dunkelwolke. Er liegt in dem südlichen Sternbild Schlangenträger, nahe der Grenze zu Skorpion und Schütze; von der Erde aus betrachtet verdeckt er Teile des oberen Zentrums der Milchstraße. In Regionen, in denen keine Lichtverschmutzung vorhanden ist, kann der Nebel mit dem bloßen Auge gesehen werden.
Der Name des Nebels deutet auf seine Ähnlichkeit mit der Silhouette eines Pferdes, die dunkel gegenüber dem Sternenhintergrund erscheint. Das Great bezieht sich auf seine große scheinbaren Ausdehnung, er ist eine der größten Komplexe von Dunkelnebeln: 
Der hintere Teil des Nebels (Rumpf und Hinterbeine) wird auch als Pipe Nebula bezeichnet, welche wiederum die Bezeichnungen B77, B78 und B59 im Barnard-Katalog tragen. An den Dark Horse Nebel schließt sich der Schlangennebel an, dieser reicht bis zum Rho Ophiuchus Nebel.